# 847
847(팔백사십칠)은 846보다 크고 848보다 작은 자연수다.

## 수학
- 합성수로, 그 약수는 1, 7, 11, 77, 121, 847이다. 진약수의 합은 217이므로, 847은 부족수다.
- {\displaystyle 847=2^{5}\times 3^{3}-(2^{4}+1)}
- {\displaystyle 3^{30}-1}은 847로 나누어떨어진다.

## 교통

### 항공
- 트랜스월드 항공 847편 테러 사건(영어판) (1985년)

### 도로
- 유럽 고속도로 847호선: 시치냐노델리알부르니에서 베르날다(영어판)까지 이어지는 유럽 고속도로.
- 847번 홋카이도도(일본어판)

## 군사
- U-847(영어판, 독일어판): 제2차 세계 대전에 사용된 나치 독일의 군용 잠수함.

## 문화유산
- 대한민국의 보물 제847호: 경복궁 풍기대

## 기타
- 연도: 847년, 기원전 847년